# Agapetus avitus
Agapetus avitus là một loài Trichoptera trong họ Glossosomatidae. Chúng phân bố ở miền Tân bắc.